# Gensō Suikogaiden
 (août 2019).
Si vous disposez d'ouvrages ou d'articles de référence ou si vous connaissez des sites web de qualité traitant du thème abordé ici, merci de compléter l'article en donnant les références utiles à sa vérifiabilité et en les liant à la section « Notes et références ».
Gensō Suikogaiden (幻想水滸外伝)  est une série en deux volumes de jeux annexes de la série de jeux vidéo jeux de rôles Suikoden. Suikogaiden Volume 1: Swordsman of Harmonia (幻想水滸外伝Vol.1 ハルモニアの剣士, Gensō Suikogaiden Vol.1 Harumonia no Kenshi)  été publié à l’automne 1999 ; Volume 2: Duel at Crystal Valley (幻想水滸外伝Vol.2 クリスタルバレーの決闘, Gensō Suikogaiden Vol.2 Kurisutaru Barē no Kettō)  été publié au printemps 2001. Les deux volumes sont des romans visuels, plutôt que des jeux de rôle pour lesquels les autres Suikoden sont connus. Les jeux ne sont sortis qu'au Japon et n'ont jamais été traduits officiellement dans d'autres langues.
Les événements du jeu recoupent ceux de Suikoden II, mais sont plutôt une histoire parallèle, d’où le nom de Gaiden.

## Volume 1: Swordsman of Harmonia
Nash Latkje, le protagoniste contrôlé par le joueur et agent de la Southern Border Defence Force de Holy Harmonia, a été chargé de recueillir des informations permettant de confirmer ou d'infirmer une rumeur concernant la parution de l'une des 27 True Runes dans le Jowston City States. Au cours de ses voyages, il rencontre Sierra Mikain, une vampire, qui décide de l'accompagner dans son voyage. En conséquence, il est rapidement empêtré dans le conflit plus vaste impliquant les événements de Suikoden II. Modèle:Clear left

## Volume 2: Duel at Crystal Valley
Après l'achèvement des guerres d'unification de Dunan (les événements de Suikoden II), Nash a l'intention de retourner dans la capitale de Holy Harmonia, Crystal Valley. Cependant, ses voyages impliquent plus d'aventures qu'il ne prévoit.
Son voyage implique de voyager à travers les Grasslands, où un village célèbre la légende du Falme Champion et des Fire Bringers qui ont empêché les Harmoniens d’envahir il y a soixante ans ; une escale malheureuse à Caleria, la base d'opérations des mercenaires de la force de défense des frontières de l'Harmonie méridionale ; aider à empêcher un dragon sauvage de terroriser un village avant d'arriver enfin à sa destination.
Comme le volume 2 a été publié environ un an avant Suikoden III, il a vraisemblablement contribué à la création et à l’introduction des Grasslands, qui étaient le théâtre des événements de Suikoden III. Nash revient également dans Suikoden III. En dehors du Japon, Suikoden III marque la première apparition de Nash dans la série.

## Développement
Les jeux Suikogaiden ont été créés par un groupe de développement indépendant de Konami. Après l’achèvement de Duel at Crystal Valley, l’équipe de Suikoden III et celle de Suikogaiden ont fusionné et ont commencé à travailler sur Suikoden IV et Suikoden V.

## Localisation anglaise
Depuis septembre 2013, une traduction de fans des deux jeux a été produite et rendue publique par un groupe de fans enthousiastes de Suikoden, dirigé par RinUzuki. Les derniers patches en date peuvent être téléchargés à partir de leur site Web.